# 사이먼 딜레이니
사이먼 딜레이니(Simon Delaney, 1970년 9월 2일 ~ )는 아일랜드의 배우, 텔레비전 감독이다.
더블린에서 태어났다.

## 방송
- 문 보이 3
- 트롤리드 시즌4
- 문 보이 2
- 더 폴

## 영화
- 돈 고 (2018년)
- 컨저링 2 (2016년)
- 앨런 파트리지: 알파 파파 (2013년)
- 더 폴 (2013년)
- 비긴 어게인 (2013년) - 변호사 역
- 딜리버리 맨 (2013년) - 빅터 역
- 아버지를 위한 노래 (2011년) - 제프리 역
- 조나드 (2009년)
- 해피 에버 애프터즈 (2009년)
- 28주 후 (2007년)
- 헤일로우 이펙트 (2004년)
- 혼블로워 - 충성 (2003년)
- 인터미션 (2003년)
- 온 디 에지 (2001년)
- 소금물 (2000년)
- 웨이킹 더 데드 (2000년)
- 마우스 파파 (2000년)
- 디스코 피그 (2000년)
- 에버래스팅 피스 (2000년)
- 이스트엔더스 (1985년)